# John Alexander Sinclair
John Alexander Sinclair (ur. 1897, zm. 1977) – generał major, Dyrektor Generalny Tajnej Służby Wywiadowczej MI6 Wielkiej Brytanii od 1953 do 1956.